# Sauveterre (Gard)
Sauveterre is een gemeente in het Franse departement Gard (regio Occitanie). De plaats maakt deel uit van het arrondissement Nîmes. Sauveterre telde op 1 januari 2022 2.013 inwoners.

## Geografie
De oppervlakte van Sauveterre bedroeg op 1 januari 2022 13,09 vierkante kilometer; de bevolkingsdichtheid was toen 153,8 inwoners per km².

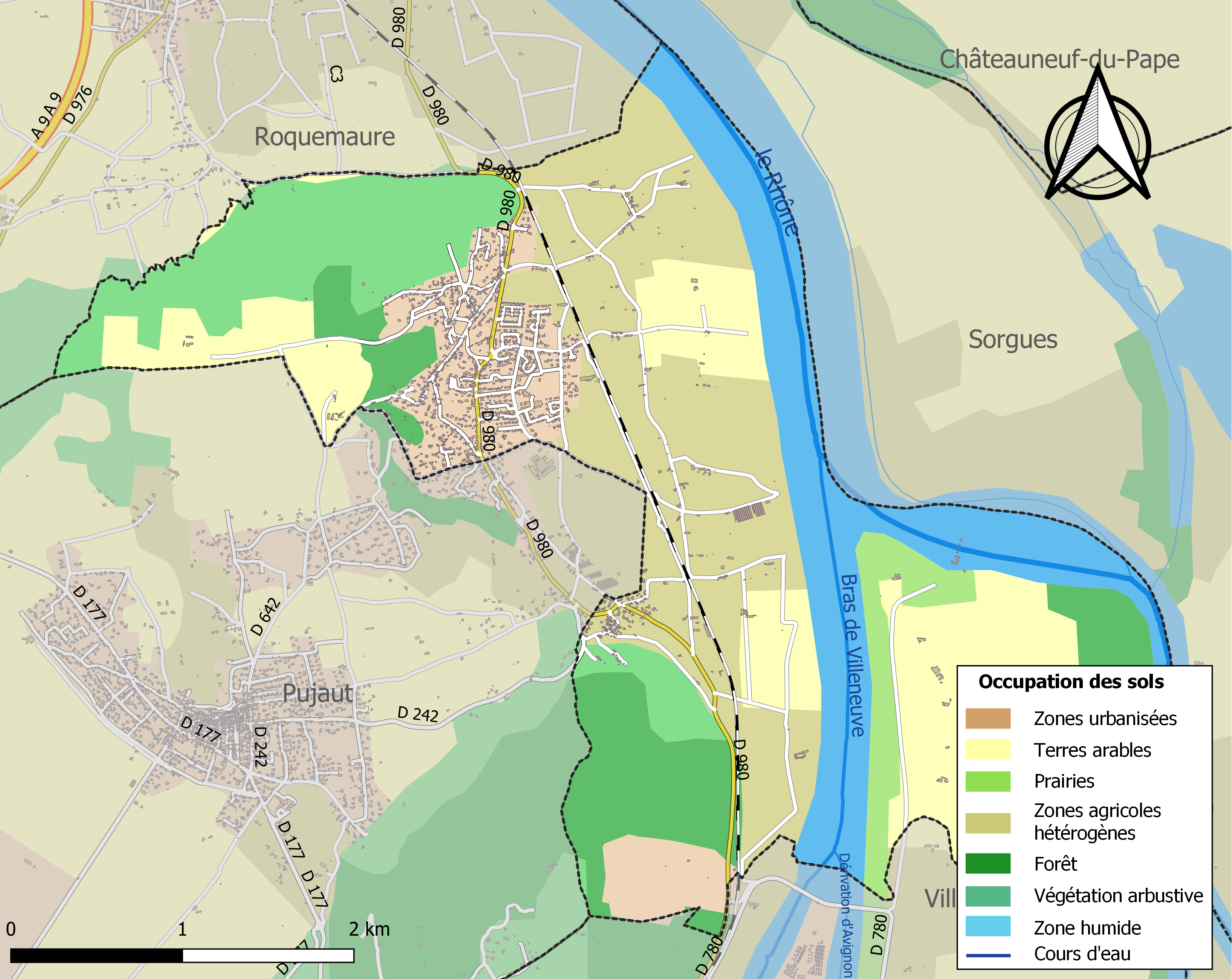
Kaart van de gemeente met belangrijkste infrastructuur, bodemgebruik en omliggende gemeenten

## Demografie
Onderstaande figuur toont het verloop van het inwonertal (bron: INSEE-tellingen).